# Čierťaž (geomorfologický podcelek)
Čierťaž je geomorfologický podcelek Veporských vrchů. Nejvyšší bod podcelku je na stejnojmenném vrchu, dosahujícím výšku 1204 m n. m.

## Vymezení
Podcelek zabírá severozápadní část Veporských vrchů. Severní okraj vymezuje Horehronské podolie s podcelkem Lopejská kotlina, západním směrem území klesá do méně hornaté krajiny Zvolenské kotliny. Na severozápadě Čierťaž na krátkém úseku sousedí s Bystrickým podoliem, jižním směrem následuje Bystrická vrchovina a Povraznícka brázda. Jižně leží Vysoká Poľana (podcelek Poľany ) a jihovýchodním směrem pokračují Veporské vrchy podcelkem Balocké vrchy. 

## Významné vrcholy
- Čierťaž - nejvyšší vrch podcelku (1204 m n. m.)
- Jeleňová (1174 m n. m.)
- Veľké Čelno (1172 m n. m.)
- Kolba (1162 m n. m.)
- Mitrová (1154 m n. m.)

## Chráněná území
- Jajkovská sutina - přírodní památka
- Predajnianske vodopády - přírodní památka [2]